# コールンマルクトス門

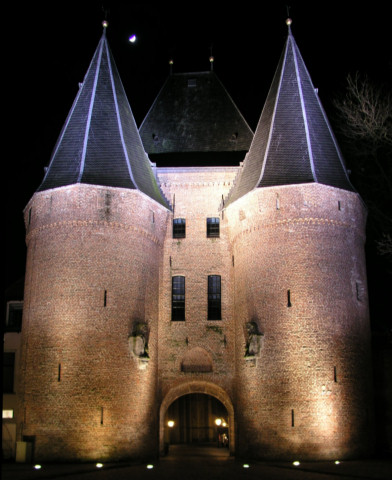
夜のコールンマルクトス門

コールンマルクトス門（コールンマルクトスもん、蘭：Koornmarktspoort）は、オランダ東部のオーファーアイセル州カンペンにある市門。オランダ国家遺産第23445号。

## 概要
コールンマルクトス門はカンペン旧市街の東部にあり、エイセル川沿いに位置している。門の前方はエイセル川に面しており、後方はコールンマルクト広場（Koornmarkt、「小麦市場」の意）に面している。もともと城郭都市の市壁の一部であり、カンペンの市門ではもっとも古い。門の中央にあるブロックと門は14世紀のものであり、川側の2つの塔はその後の建設と推測されている。

## 所在地
- 所在地：オーファーアイセル州 カンペン エイセルカデ1番地 （IJsselkade 1, 8261 AB Kampen、北緯52度33分19秒 東経5度55分17秒）